# 白潔
白 潔（はく けつ、簡体字中国語: 白洁、拼音: Bái Jié、1972年3月28日 - ）は、中国・河北省出身の元女子サッカー選手である。
サッカー中国女子代表に選出されて139試合に出場、1999 FIFA女子ワールドカップにも出場して中国代表の準優勝に貢献した。
基本的に左SBとしてプレーしており、彼女のプレースタイルをサッカーブラジル代表のロベルト・カルロスになぞらえて「女ロベルト・カルロス」というニックネームを付けられたこともあるが、代表では後にサイドバックから攻撃的MFへと役割を変えることとなった。
2003年、アジアサッカー連盟のアジア女子年間最優秀選手賞を初受賞した。同年6月11日、2003 FIFA女子ワールドカップ予選において、白潔はインドとの対戦で5ゴールを決め、チームも12-0で勝利した。また、この試合ではチームメイトで1999年にアジア女子年間最優秀選手賞を受賞した孫雯もまた5ゴールを決めた。